# Campionati mondiali di pattinaggio artistico a rotelle
La FIRS (Federation International de Roller Sports), poi rinominata World Skate, organizza dal 1947 le edizioni dei Campionati mondiali di pattinaggio artistico a rotelle (Artistic Roller Skating World Championships).
A partire dalla XV edizione di Lincoln (Nebraska, Stati Uniti) del 1970 la manifestazione si disputa con cadenza annuale.

## Edizioni
| Ed.   | Anno | Sede       |
| ----- | ---- | ---------- |
| I     | 1947 | Washington |
| II    | 1949 | Barcellona |
| III   | 1951 | Torino     |
| IV    | 1952 | Dortmund   |
| V     | 1955 | Barcellona |
| VI    | 1956 | Barcellona |
| VII   | 1958 | Bologna    |
| VIII  | 1959 | Berlino    |
| IX    | 1961 | Bologna    |
| X     | 1962 | Miami      |
| XI    | 1965 | Madrid     |
| XII   | 1966 | Essen      |
| XIII  | 1967 | Birmingham |
| XIV   | 1968 | Vigo       |
| XV    | 1970 | Lincoln    |
| XVI   | 1971 | Barcellona |
| XVII  | 1972 | Brema      |
| XVIII | 1973 | Essen      |
| XIX   | 1974 | La Coruña  |

| Ed.     | Anno | Sede        |
| ------- | ---- | ----------- |
| XX      | 1975 | Brisbane    |
| XXI     | 1976 | Roma        |
| XXII    | 1977 | Montréal    |
| XXIII   | 1978 | Lisbona     |
| XXIV    | 1979 | Altenau     |
| XXV     | 1980 | Bogotà      |
| XXVI    | 1981 | Nelson      |
| XXVII   | 1982 | Bremerhaven |
| XXVIII  | 1983 | Fort Worth  |
| XXIX    | 1984 | Tokyo       |
| XXX     | 1985 | Rimini      |
| XXXI    | 1986 | Bogotà      |
| XXXII   | 1987 | Auckland    |
| XXXIII  | 1988 | Pensacola   |
| XXXIV   | 1989 | Roccaraso   |
| XXXV    | 1990 | Hanau       |
| XXXVI   | 1991 | Sydney      |
| XXXVII  | 1992 | Tampa       |
| XXXVIII | 1993 | Bordeaux    |

| Ed.    | Anno | Sede          |
| ------ | ---- | ------------- |
| XXXIX  | 1994 | Salsomaggiore |
| XL     | 1995 | Giron         |
| XLI    | 1996 | Mar del Plata |
| XLII   | 1997 | Reus          |
| XLIII  | 1998 | Bogotà        |
| XLIV   | 1999 | Gold Coast    |
| XLV    | 2000 | Springfield   |
| XLVI   | 2001 | Firenze       |
| XLVII  | 2002 | Wuppertal     |
| XLVIII | 2003 | Buenos Aires  |
| XLIX   | 2004 | Fresno        |
| L      | 2005 | Roma          |
| LI     | 2006 | Murcia        |
| LII    | 2007 | Gold Coast    |
| LIII   | 2008 | Kaohsiung     |
| LIV    | 2009 | Friburgo      |
| LV     | 2010 | Portimão      |
| LVI    | 2011 | Brasilia      |
| LVII   | 2012 | Auckland      |

| Ed.   | Anno | Sede     |
| ----- | ---- | -------- |
| LVIII | 2013 | Taipei   |
| LIX   | 2014 | Reus     |
| LX    | 2015 | Cali     |
| LXI   | 2016 | Novara   |
| LXII  | 2017 | Nanchino |

## Plurimedagliati

### Uomini
| Oro              | Argento        | Bronzo | Tot. |   |   |    |
| Roberto Riva     | Italia         | 1986   | 10   | 1 | 0 | 11 |
| Sandro Guerra    | Italia         | 1969   | 7    | 0 | 0 | 7  |
| Michael Butzke   | Germania Ovest | -      | 6    | 0 | 0 | 6  |
| Luca D'Alisera   | Italia         | 1981   | 5    | 5 | 5 | 15 |
| Karl-Heinz Losch | Germania Ovest | -      | 5    | 0 | 0 | 5  |
| Scott Cohen      | Germania Ovest | -      | 5    | 0 | 0 | 5  |
| Luca Lallai      | Italia         | 1977   | 4    | 0 | 1 | 5  |

### Donne
| Oro              | Argento | Bronzo | Tot. |   |   |    |
| Rebecca Tarlazzi | Italia  | 1999   | 16   | 0 | 0 | 16 |
| Debora Sbei      | Italia  | 1990   | 15   | 3 | 2 | 20 |
| Tanja Romano     | Italia  | 1983   | 15   | 2 | 0 | 17 |